# Andrej Aleksandrovič Ždanov
Andrej Aleksandrovič Ždanov (in russo Андре́й Алекса́ндрович Жда́нов?; Mariupol', 26 febbraio 1896, 14 febbraio del calendario giuliano – Mosca, 31 agosto 1948) è stato un politico sovietico.
Nel periodo staliniano fu l'arbitro della linea culturale del Partito Comunista dell'Unione Sovietica e Presidente del Praesidium del Soviet dell'Unione (1946-1947).

## Biografia

Stalin e Ždanov ai funerali di Sergej Mironovič Kirov, 6 dicembre 1934

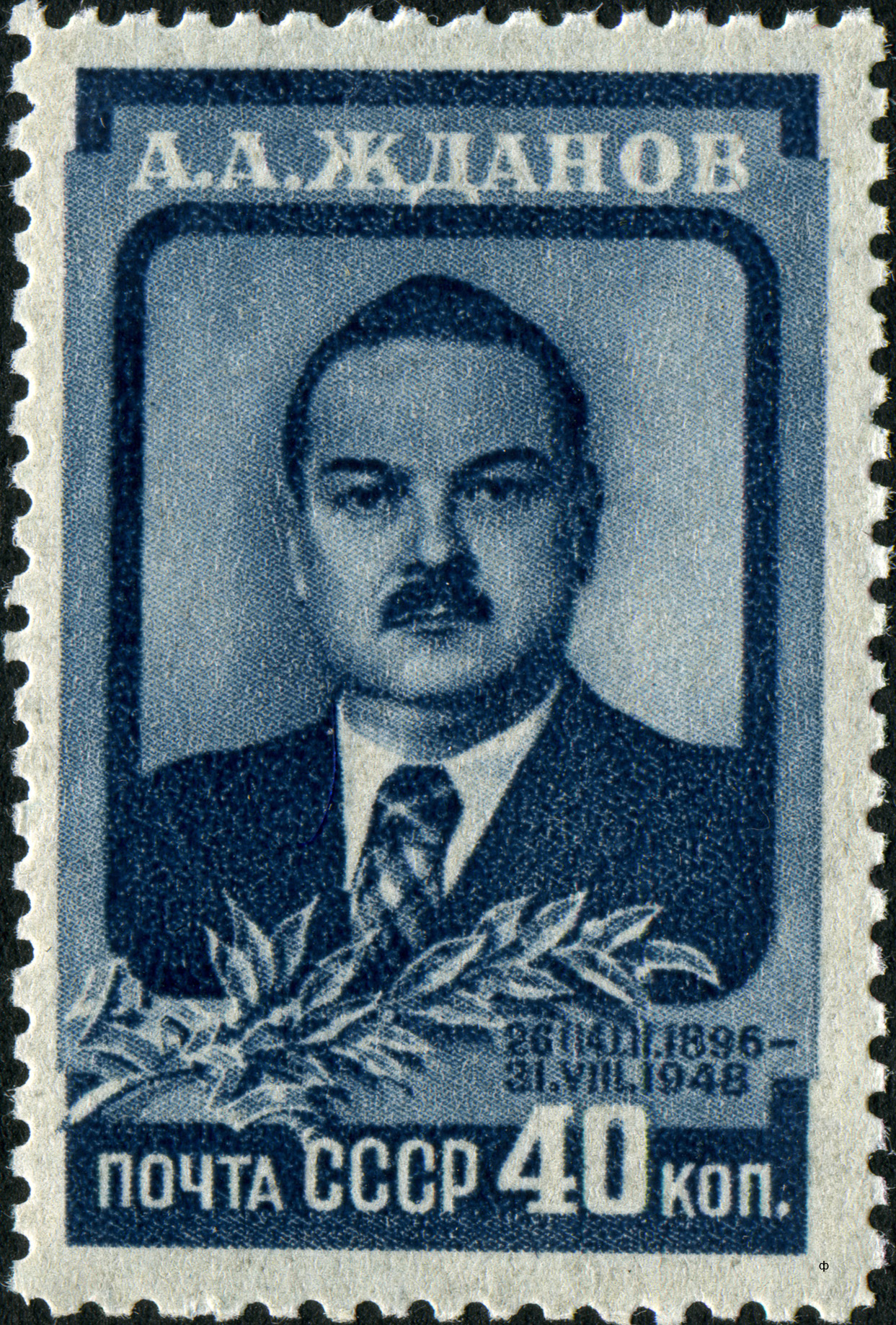
Andrej Aleksandrovič Ždanov ritratto su un francobollo sovietico

Ždanov, bolscevico dal 1915, dopo una gioventù trascorsa tra l'attività politica nell'esercito e la partecipazione alla guerra civile russa, fu segretario del partito a Nižnij Novgorod dal 1924 al 1934; in tale veste, partecipò alla lotta per la collettivizzazione dell'agricoltura e per l'industrializzazione socialista del paese. Il 29 gennaio 1934, al XVII Congresso del partito, pronunciò il suo primo grande discorso.
Nello stesso anno Ždanov partecipò ai lavori del I Congresso degli scrittori sovietici, ed ebbe un ruolo fondamentale nell'elaborazione dei principi del realismo socialista. Disse, in particolare, nel suo discorso del 17 agosto:
E qui la verità e il carattere storico concreto della rappresentazione artistica devono unirsi al compito di trasformazione ideologica e di educazione dei lavoratori nello spirito del socialismo. Questo metodo della letteratura e della critica è quello che noi chiamiamo il metodo del realismo socialista.»
Nella seconda metà degli anni trenta prese parte alle epurazioni nel partito e di esse formulò, al XVIII Congresso, un'ampia autocritica, condannandone gli eccessi e gli errori.
Durante la seconda guerra mondiale, Ždanov diresse la resistenza di Leningrado al lungo assedio nazista. Fu inoltre uno dei membri del Commissione di Stato straordinaria, organismo che doveva elencare e catalogare i crimini commessi dai tedeschi in Unione Sovietica.
Nel dopoguerra, con un'influenza sulle decisioni del partito ormai superiore a quella dello stesso Stalin, Ždanov pose in atto una serie di iniziative atte a combattere le influenze occidentali sulla cultura sovietica. Così, nell'agosto 1946, si scagliò contro il decadentismo e il pessimismo nella letteratura, e in particolare contro lo scrittore satirico Michail Zoščenko e la poetessa Anna Achmatova, cercando di imporre la propria dottrina sull'arte sovietica. Nel giugno dell'anno successivo, espresse severe critiche nei riguardi delle tesi di G. F. Aleksandrov sulla storia della filosofia e indicò gli obiettivi del fronte filosofico in URSS. Da amante della musica classica, Ždanov criticò infine, nel gennaio 1948, le tendenze al formalismo nel panorama musicale, attaccando in particolare Prokof'ev e Šostakovič.
In forte sovrappeso, morì nel 1948 a causa di un arresto cardiaco; Nikita Chruščëv scrisse nelle sue memorie che Ždanov era un alcolista e che nei suoi ultimi giorni di vita Stalin - il quale stava pensando a lui come suo successore alla guida dell'URSS - gli chiese di bere solo succhi di frutta.
Dal 1948 e fino al 1989 la sua città natale in suo onore ha preso il nome Ždanov.
Il figlio di Ždanov, Jurij (1919–2006), nel 1949 sposò la figlia di Stalin, Svetlana Allilueva. Il matrimonio ebbe termine nel 1950 con un divorzio. La coppia ebbe una figlia, Ekaterina.

### La dottrina Ždanov
A partire dal 1946 e fino all'inizio degli anni cinquanta, il codice ideologico di Ždanov, conosciuto come "Dottrina Ždanov" e noto anche come "ždanovismo" o ždanovščina (in russo ждановизм, ждановщина?), stabilì i canoni della produzione culturale nell'Unione Sovietica. Ždanov intendeva creare una nuova filosofia per le creazioni artistiche mondiali. Il suo metodo ridusse tutta la cultura a una sorta di grafico, in cui un dato simbolo corrispondeva a un semplice valore morale. Ždanov e i suoi collaboratori si prefiggevano inoltre di eliminare qualsiasi influenza estera dall'arte sovietica, definendo "arte degenerata" quella di ogni ideologia differente dal comunismo.
Questa dottrina suggeriva che il mondo era diviso in due fazioni opposte, quella "imperialista", guidata dagli Stati Uniti d'America; e quella "democratica", capeggiata dall'Unione Sovietica. Una sua celebre esternazione che arrivò a definire la dottrina fu la frase: "l'unico conflitto possibile nella cultura sovietica è il conflitto tra il buono e il migliore". Questa politica culturale venne rigorosamente applicata, censurando scrittori, artisti e intellettuali di vario genere, con punizioni che venivano inflitte a chi si rifiutava di conformarsi agli standard ritenuti accettabili da Ždanov stesso. Questa politica ebbe termine nel 1952, in quanto ritenuta culturalmente colpevole di impatto negativo sull'Unione Sovietica.
L'origine della dottrina Ždanov risale al periodo di poco precedente al 1946 quando alcuni critici avanzarono l'ipotesi (sbagliando secondo Ždanov) che i classici russi della letteratura erano stati influenzati da celebri scrittori esteri, ma ebbe la sua prima piena applicazione nel condannare le opere "apolitiche, borghesi e individualiste" dello scrittore satirico Michail Michajlovič Zoščenko e della poetessa Anna Andreevna Achmatova. Il 20 febbraio 1948, la ždanovščina si concentrò sulla condanna del formalismo nella musica, prendendo di mira compositori come Sergej Sergeevič Prokof'ev, Dmitrij Dmítrievič Šostakovič, Aram Il'ič Chačaturjan e altri. Quello stesso aprile, molti dei musicisti perseguiti furono costretti a pentirsi per aver mostrato tendenze al formalismo nella loro musica in un congresso speciale del sindacato dei compositori sovietici. Ždanov era il più apertamente colto del gruppo dirigente sovietico e il suo trattamento degli artisti fu comunque mite per gli standard sovietici dell'epoca. Egli scrisse anche un pamphlet satirico ridicolizzando l'attacco al modernismo.